# Antomicron pellucidum
Antomicron pellucidum är en rundmaskart som beskrevs av Nathan Augustus Cobb 1920. Antomicron pellucidum ingår i släktet Antomicron och familjen Leptolaimidae. Inga underarter finns listade i Catalogue of Life.